# Czinka Panna
Panna Czinka (în maghiară Czinka Panna, în slovacă Panna Cinková; n. 1711, Gemer, Banskobystrický kraj, Slovacia – d. 1772, Tornaľa, Banskobystrický kraj, Slovacia) a fost o celebră violonistă maghiaro-romă.

## Viață și activitate muzicală
Czinka Panna s-a născut în Sajógömör, Ungaria (azi Gemer, Slovacia) într-o familie de muzicieni romi. Tatăl ei a fost un muzician de curte al lui Francisc Rákóczi al II-lea. Se spune că tatăl și frații ei sunt autorii Marșului lui Rákóczi.
A studiat muzica la Rozsnyó (azi Rožňava) și s-a căsătorit cu un muzician, fierar rom. După 1725, Czinka a format o formație de muzică împreună cu soțul și cumnații ei. Ea a creat un fel de uniformă pentru trupă. A devenit faimoasă pentru priceperea ei cu vioara. Ea a cântat prima vioară în acest ansamblu. Trupa a făcut turnee în străinătate și a fost invitată să cânte în case nobiliare.
Panna Czinka a născut patru fii și o fiică.
Ea a murit în 1772 și a fost înmormântată pe 5 februarie la Sajógömör. Mulți scriitori și compozitori maghiari, precum Mór Jókai, Zoltán Kodály și Endre Dózsa, se referă la lucrările ei.

## Influență
În 2008 cineastul ceh Dušan Rapoš a realizat filmul biografic Czinka Panna, inspirat din viața artistei. Rolul Pannei Czinka a fost interpretat de Anna Gurji.
Compozitorul Kodály Zoltán a compus balada Czinka Panna în 1948.
În Oradea există un cartier care în trecut îi purta numele.